# Alexandre Arnaudy
Alexandre Arnaudy, également appelé Arnaudy ou Antoine Arnaudy, est un acteur français né Marius Guarino le 17 juillet 1881 à Marseille, où il est mort le 1er novembre 1969.

## Biographie
En 1932, Alexandre Arnaudy a coréalisé avec Roger Lion le film Direct au cœur.

## Filmographie
- 1932 : Un coup de téléphone de Georges Lacombe : Cormainville
- 1932 : Le Dernier Choc de Jacques de Baroncelli : Vachot
- 1932 : Direct au cœur de Roger Lion et Arnaudy : César Cannebois
- 1933 : Le Coucher de la mariée de Roger Lion : Édouard Exubert
- 1934 : Le Prince Jean de Jean de Marguenat : Liétard
- 1935 : La Sonnette d'alarme de Christian-Jaque
- 1935 : Cigalon de Marcel Pagnol : Cigalon
- 1936 : Topaze de Marcel Pagnol : Monsieur Topaze
- 1937 : Les Filles du Rhône de Jean-Paul Paulin
- 1937 : L'Escadrille de la chance de Max de Vaucorbeil : Tardimont
- 1939 : Ils étaient neuf célibataires de Sacha Guitry : Me Renard
- 1946 : Le Gardian de Jean de Marguenat : Curé
- 1946 : Pas un mot à la reine mère de Maurice Cloche
- 1951 : Banco de prince de Michel Dulud : Le concierge
- 1951 : Adhémar ou le Jouet de la fatalité de Fernandel : Le ministre
- 1951 : La Table-aux-crevés de Henri Verneuil : Miloin
- 1952 : Sergil chez les filles de Jacques Daroy
- 1953 : Une fille dans le soleil de Maurice Cam : Bouzigues
- 1953 : Carnaval de Henri Verneuil : Le curé

## Théâtre
- 1909 : Lysistrata de Maurice Donnay
- 1912 : Le Double Madrigal de Jean Auzanet ; mise en scène : André Antoine
- 1922 : Atout Cœur de Félix Gandéra
- 1922 : La Sonnette d'alarme de Maurice Hennequin et Romain Coolus
- 1923 : Romance de Robert de Flers et Francis de Croisset
- 1926 : La Rose de septembre de Jacques Deval
- 1929 : Topaze de Marcel Pagnol, Topaze